# 845

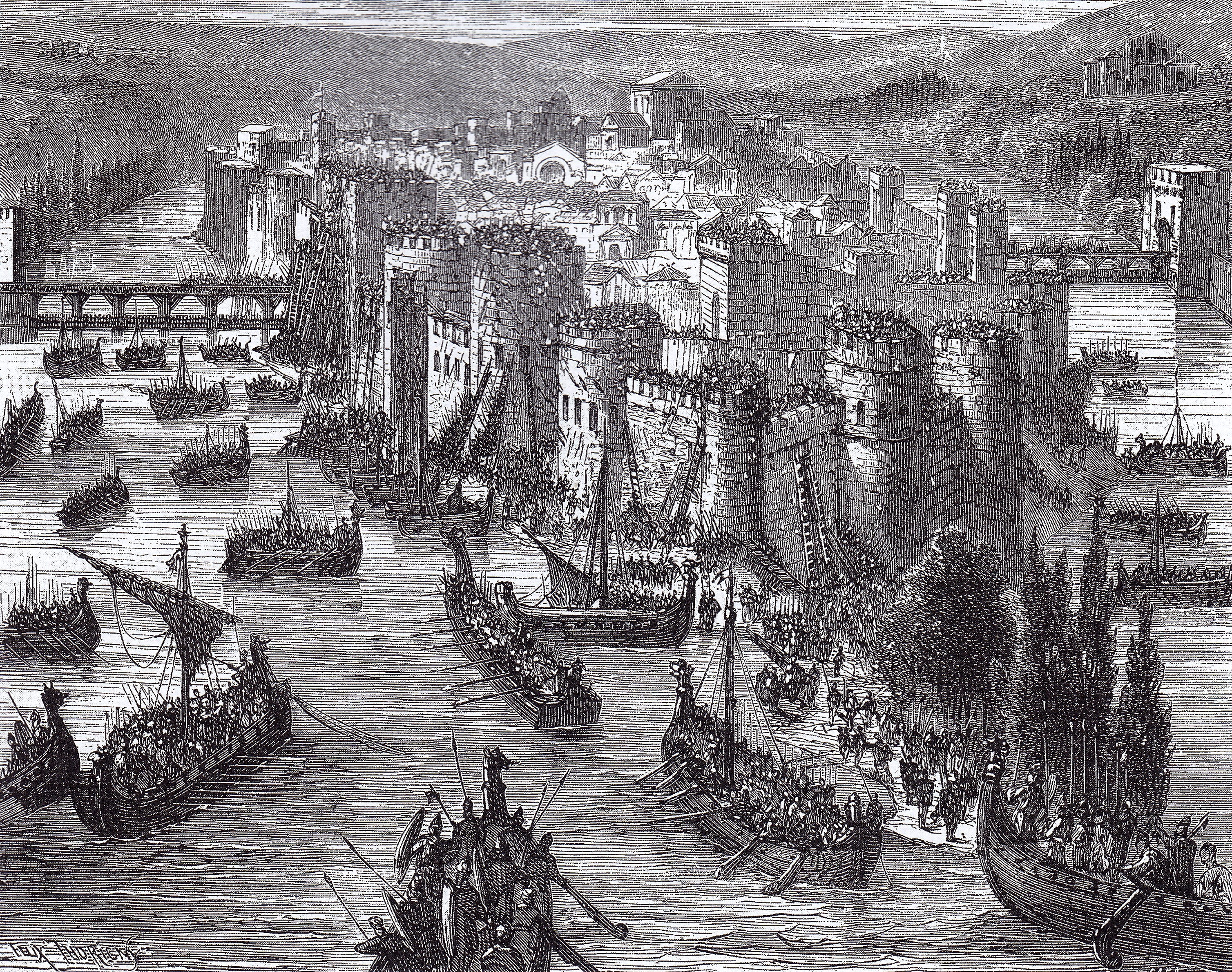
De Vikingen belegeren Parijs (845)

Het jaar 845 is het 45e jaar in de 9e eeuw volgens de christelijke jaartelling.

## Gebeurtenissen

### Europa
- 28 of 29 maart (Pasen) – Een Vikingvloot (120 schepen) onder leiding van de Noorse hoofdman Ragnar Lodbrok vaart 150 kilometer de rivier de Seine op en plundert Parijs, de hoofdstad van het West-Frankische Rijk. Koning Karel de Kale koopt hen met een verplichte schatting (3000 kilo zilver) af, daarna vertrekken ze weer. Vikingen uit Denemarken onder aanvoering van Horik I plunderen en verwoesten de Saksische havenstad "Hammaburg" (huidige Hamburg).
- Slag bij Ballon: Nominoë, een Bretonse edelman, verslaat bij Ballon (Ille-et-Vilaine) een Frankisch leger (3000 man) onder leiding van Karel de Kale. Nominoë stelt hiermee de onafhankelijkheid van Bretagne veilig. Hij wordt als eerste koning uitgeroepen en sticht een Bretonse monarchie.

### China
- Keizer Wu Zong, een fanatiek aanhanger van het taoïsme, voert een grootschalige vervolging tegen het boeddhisme in het Chinese Keizerrijk. Hij laat 4600 boeddhistische kloosters en 40.000 tempels verwoesten. De vervolging heeft ook consequenties voor andere religies; zoals het zoroastrisme, het Nestoriaans christendom en het manicheïsme. Alle geestelijken (ongeveer 250.000 monniken en nonnen) van de verboden religies worden gedwongen naar het lekenbestaan terug te keren en worden daarna behandeld als alle andere niet-Chinezen.

### Religie
- Johannes Scotus, Iers theoloog, verhuist op uitnodiging van Karel de Kale naar Frankrijk en krijgt in Parijs de leiding over de Paleisschool, gesticht door Karel de Grote. (waarschijnlijke datum)
- Eerste schriftelijke vermelding van het Sticht Essen (huidige Duitsland). De stad, het latere Essen, wordt gesticht door de Saksische edelman Altfrid. (waarschijnlijke datum)
- De Abdij van Einsiedeln wordt gesticht door een Benedictijnse monnik genaamd Meinrad.

## Geboren
- Aribo I, Frankisch markgraaf (waarschijnlijke datum)
- Arnulf van Karinthië, koning van het Oost-Frankische Rijk (waarschijnlijke datum)
- Berengarius I, koning van Italië (overleden 924)
- Karel van Provence, koning van Provence (overleden 863)
- Ingelgerius, Frankisch graaf (waarschijnlijke datum)
- Odo van Toulouse, Frankisch graaf (overleden 918)
- Pepijn van Senlis, Frankisch graaf (overleden 893)
- Sugawara no Michizane, Japans bestuurder en dichter (overleden 903)

## Overleden
- Michaël I Rangabe, keizer van het Byzantijnse Rijk